# Noel Turnbull
Oswald Graham Noel (Noel) Turnbull  (Highgate, 20 december 1890 – Whitby, 17 december 1970) was een tennisspeler uit het Verenigd Koninkrijk. Turnbull behaalde zijn grootste successen tijdens de Olympische Zomerspelen 1920 met een vierde plaats in het enkelspel en de titel in het herendubbelspel samen met Max Woosnam.